# Dolní Lhota u Ostravy
Dolní Lhota (deutsch Klein Ellgoth) ist eine Gemeinde in Tschechien. Sie liegt 14 Kilometer westlich des Stadtzentrums von Ostrava und gehört zum Okres Ostrava-město.

## Geographie
Dolní Lhota erstreckt sich im Niederen Gesenke linksseitig über dem Tal der Porůbka. Im Osten fließt der Bach Opustna. Entlang der Porůbka führt die Überlandstraßenbahn von Ostrava-Vřesinská nach Zátiší.
Nachbarorte sind Mlýnek und Velká Polom im Norden, Nová Plesná im Nordosten, Krásné Pole und Hlubočice im Osten, Nová Plzeň und Vřesina im Südosten, Čavisov im Süden, Kyjovice im Südwesten, Zátiší, Zálučí und Horní Lhota im Westen sowie Josefovice im Nordwesten.

## Geschichte
Die erste schriftliche Erwähnung eines Hofes Lhotka Důlní, der damals dem Heinrich von Bítov (Jindřich z Bětova auch z Bítova) gehörte, erfolgte 1377. Seit 1424 ist auch die Existenz des Dorfes Lhotka nachweisbar. 1464 wurde auch das Dorf als Lhotka Důlní bzw. Nieder Ellgoth bezeichnet. Im darauf folgenden Jahr kauften die Brüder Žibřid und Nikolaus Donat auf Velká Polom das Dorf. 1486 erwarben die Praschma von Bilkau Lhotka Důlní. Seit 1514 trug der Ort den Namen Malá Lhota bzw. Klein Ellgoth. Unter den Grafen Vlček von Dobrá Zemice wurde Ober Ellgoth zum Ende des 17. Jahrhunderts der Herrschaft Königsberg zugeschlagen und blieb ihr bis zur Aufhebung der Patrimonialherrschaften untertänig.
Ab 1850 bildete Klein Ellgoth / Malá Lhota eine Gemeinde im Bezirk Troppau. 1896 wurde das Dorf dem Bezirk Wagstadt zugeordnet. Besitzer der Güter von Klein Ellgoth waren bis 1918 die Grafen Wilczek. 1924 erfolgte die Änderung des Gemeindenamens in Dolní Lhota. 1926 nahm im Tal der Porůbka die Lokalbahn von Svinov nach Kyjovice-Budišovice den Verkehr auf, an der Dolní Lhota einen Bahnhof erhielt. In dem Dorf lebten im Jahre 1930 715 Menschen, 1939 waren 732.
Infolge des Münchner Abkommens wurde Dolní Lhota am 1. Oktober 1938 dem Deutschen Reich zugeschlagen und gehörte bis 1945 als Klein Ellgoth zum Landkreis Wagstadt. 1945 kam es während der Mährisch Ostrauer Operation zu schweren Kämpfen mit etwa 500 Gefallenen, darunter 17 Bewohnern des Dorfes. Am 26. April 1945 nahm die Rote Armee den Ort ein. Nach dem Zweiten Weltkrieg kam Dolní Lhota zur Tschechoslowakei zurück.
Im Zuge der Gebietsreform von 1960 erfolgte die Auflösung des Okres Bílovec. Dolní Lhota kam mit Beginn des Jahres 1961 zum Okres Opava und wurde mit Čavisov zu einer Gemeinde Lhota-Čavisov vereinigt. 1969 trennten sich Čavisov und Dolní Lhota wieder.
Seit dem 1. Jänner 2007 gehört die Gemeinde zum Okres Ostrava-město.

## Ortsgliederung
Für die Gemeinde Dolní Lhota sind keine Ortsteile ausgewiesen.

## Kultur
Seit 1998 findet in der Gemeinde jährlich das alternative Musikfestival „Dolnolhotský buben“ statt.

## Sehenswürdigkeiten
- Kapelle in der Dorfmitte

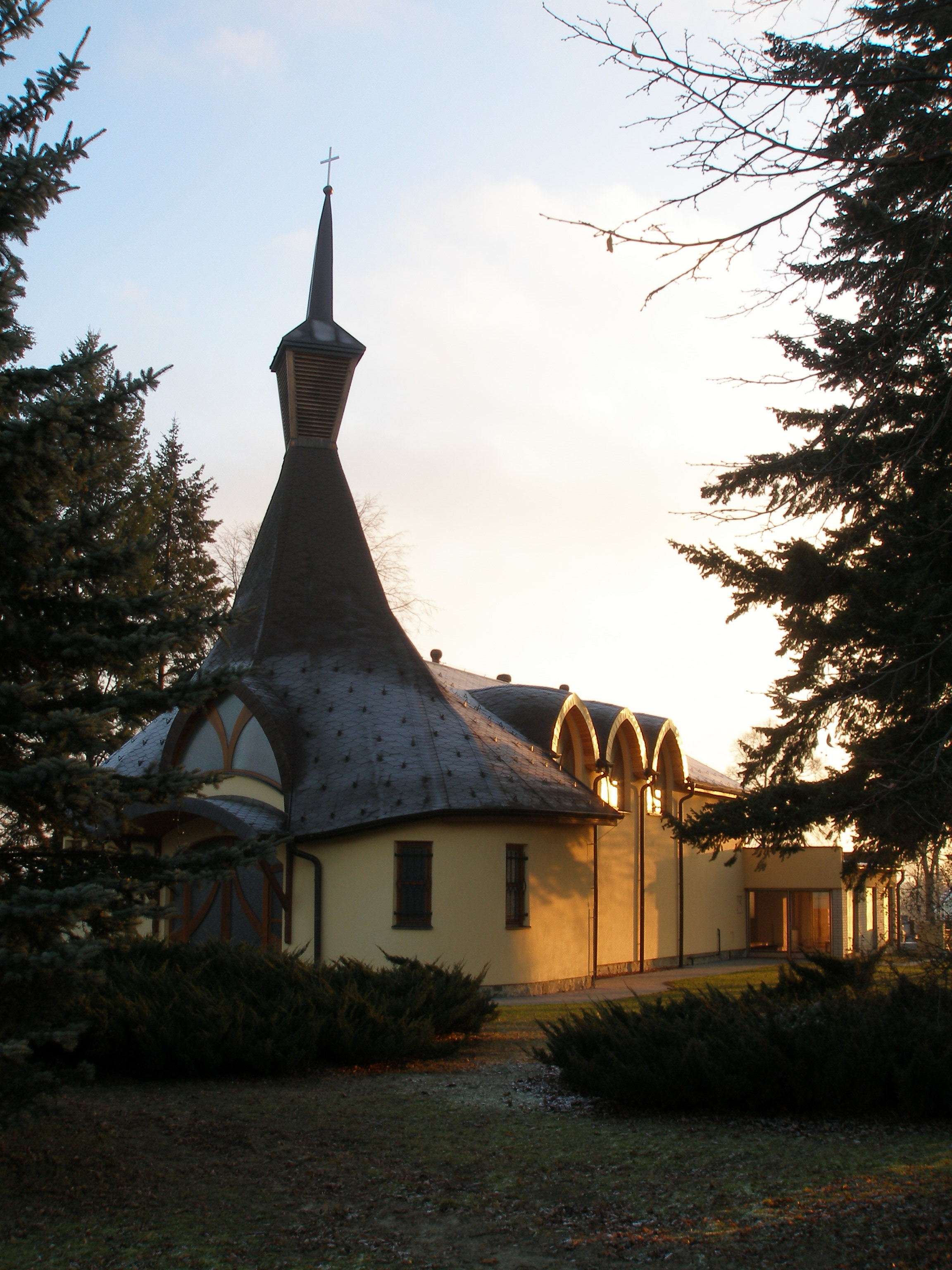
Kapelle des Hl. Kyrill und Method

- Kapelle des Hl. Kyrill und Method, geweiht 2004
- Gedenkstein und Grab von neun Gefallenen der 1. Tschechoslowakischen Panzerbrigade